# Rugby New York
Maillots
Rugby New York, anciennement connu en tant que Rugby United New York, est une franchise américaine de rugby à XV basée à New York. Active de 2018 à 2023, elle évoluait en Major League Rugby.

## Histoire
Alors que la saison inaugurale de la Major League Rugby s'apprête à être lancée, la ville de New York est identifiée comme l'un des prochains marchés en vue d'une potentielle extension de la ligue. Son intégration dans la ligue dès la saison 2019 est par ailleurs déjà actée : la création de la franchise Rugby United New York est officialisée deux mois plus tôt, en février 2018.
Pierre Arnald devient actionnaire et nouveau directeur général du club.
Le 7 novembre 2018, le RUNY annonce que le MCU Park sera leur terrain de jeu pour leur première saison complète.
En septembre 2019, Greg McWilliams est nommé entraîneur en chef. Pour leur toute première saison, et après 11 victoires en 16 matchs, les New-Yorkais perdent en demi-finale contre San Diego (22-24).
La saison 2020 est annulée au bout de cinq journées à cause de la pandémie de Covid-19. Ceci abrège l'expérience américaine de Matthieu Bastareaud, dont le recrutement avait créé la sensation.
En 2021, New York remporte 10 de ses 16 matchs de saison régulière et s'incline en finale de conférence face à Atlanta (9-10).
Rugby New York remporte son premier titre lors de la saison 2022. La saison régulière les voit totaliser 11 victoires pour 5 défaites et finir troisième de conférence. Ils doivent passer par les barrages où ils battent Atlanta (26-19). En finale de conférence, ils créent la surprise en éliminant le numéro 1 de la saison régulière, la Nouvelle-Angleterre (24-16). En finale, ils battent Seattle 30-15 à la Red Bull Arena. 
En décembre 2023, la franchise annonce son retrait de la compétition ainsi que la fin de ses activités. Les joueurs alors sous contrat sont répartis dans les autres équipes de la ligue via un dispersal draft.

## Identité visuelle

### Logo
Un nouveau logo est adopté à l'aube de la saison 2021,. Le club change légèrement d'identité avant le lancement de la saison 2022, le Rugby United New York étant désormais connu en tant que Rugby New York. La saison suivante, le club adopte formellement le surnom des Ironworkers ; bien qu'il soit apposé sur son logo, le nom de l'entité reste inchangé.

Évolution du logo
2018.
2019 à 2020.
2021.
2022.
2023.

## Joueurs célèbres

### Joueurs internationaux à XV
- Wilton Rebolo
- Ben Foden
- Chris Robshaw [14]
- Samu Tawake (en)
- Mathieu Bastareaud [15]
- Rob Irimescu
- Andy Ellis
- Sakaria Taulafo
- Nate Brakeley
- Nick Civetta
- Dylan Fawsitt
- Hanco Germishuys
- Luke Hume (en)
- Mike Petri (en)
- Paddy Ryan (en)
- Kyle Sumsion (en)

### Autres joueurs
- Mike Saint Claire
- Kara Pryor (en)

## Bilan par saison
| Saison | Classement | Conférence | Pts | MJ | V  | N | D | PM  | PE  | Diff | B  | Phase finale                         |
| ------ | ---------- | ---------- | --- | -- | -- | - | - | --- | --- | ---- | -- | ------------------------------------ |
| 2019   | 4e         | -          | 54  | 16 | 11 | 0 | 5 | 411 | 320 | + 91 | 10 | Demi-finale contre San DIego (22-24) |
| 2020   | 4e         | Est        | 15  | 5  | 3  | 0 | 2 | 136 | 131 | + 5  | 3  | saison annulée                       |
| 2021   | 2e         | Est        | 53  | 16 | 10 | 0 | 6 | 448 | 419 | + 29 | 13 | Demi-finale contre Atlanta (9-10)    |
| 2022   | 3e         | Est        | 56  | 16 | 11 | 0 | 5 | 433 | 408 | + 73 | 11 | Champion contre Seattle (30-15)      |
| 2023   | 2e         | Est        | 43  | 16 | 8  | 0 | 8 | 428 | 387 | + 41 | 11 | Barrage contre DC (33-37)            |